# Psalydolytta remedellii
Psalydolytta remedellii es una especie de coleóptero de la familia Meloidae.

## Distribución geográfica
Habita en Etiopía.